# Ranowie

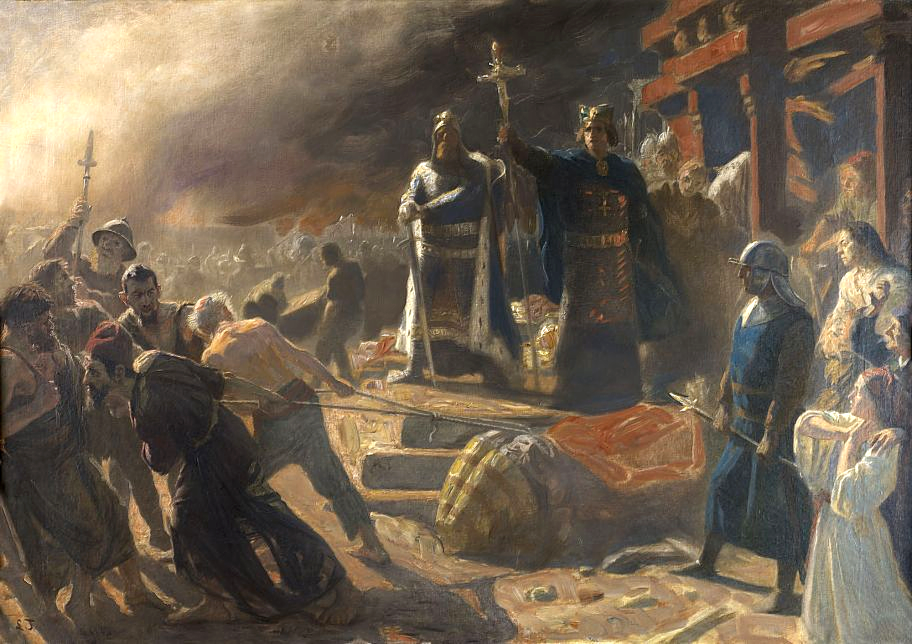
Duński biskup Absalon niszczy posąg słowiańskiego boga Świętowita w Arkonie - obraz Lauritsa Tuxena

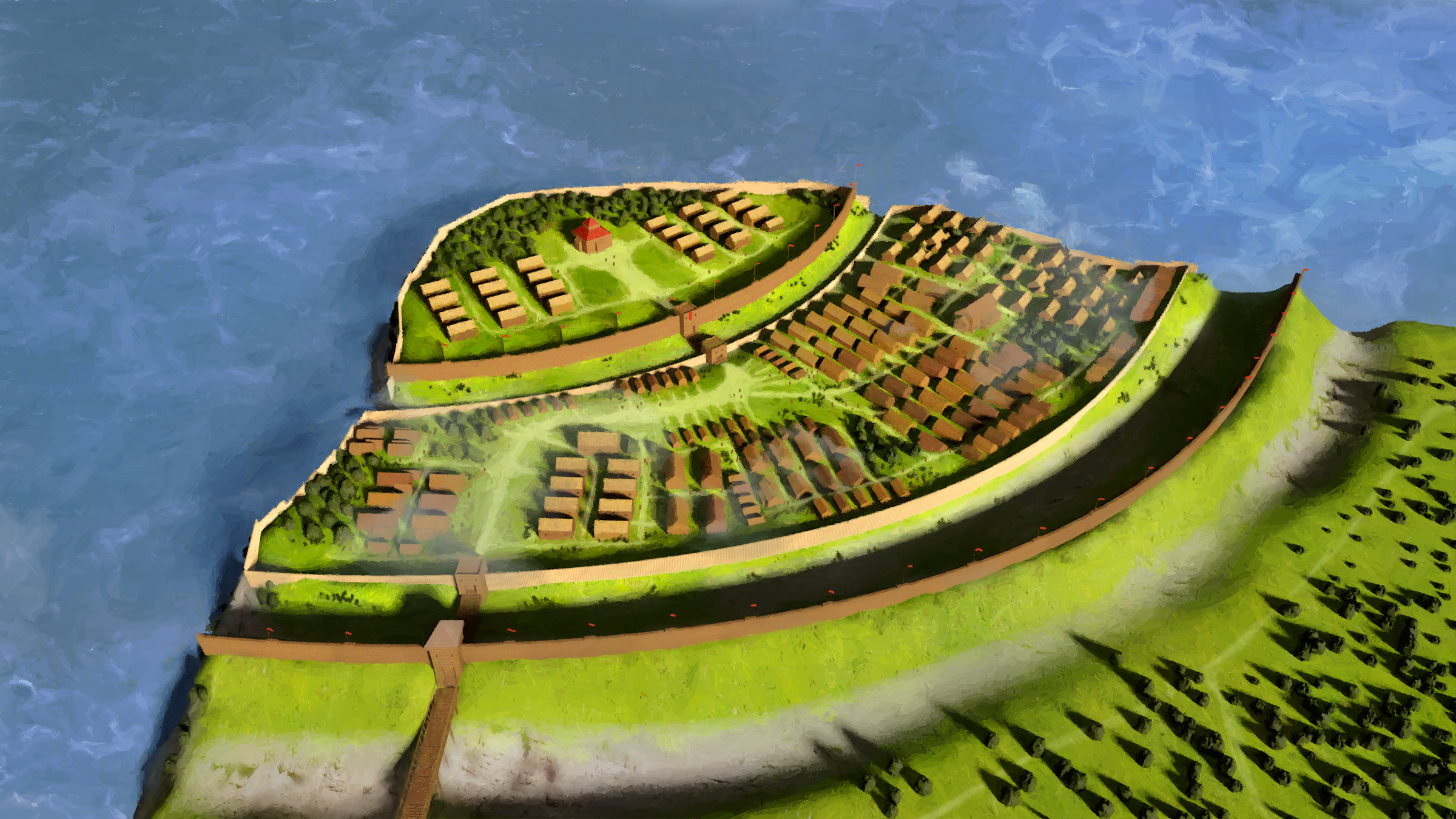
Rekonstrukcja grodu w Arkonie

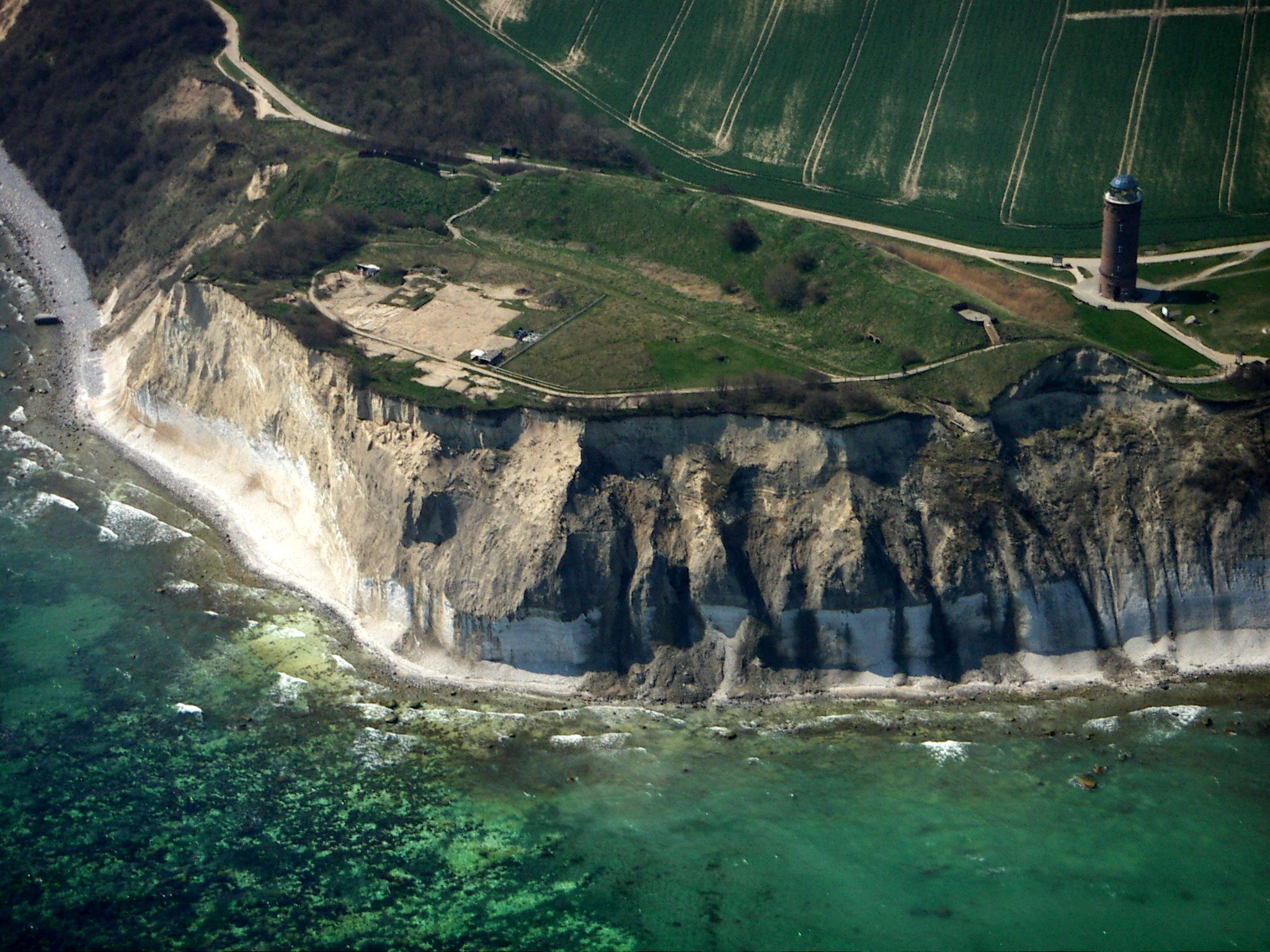
Wał grodu Arkona

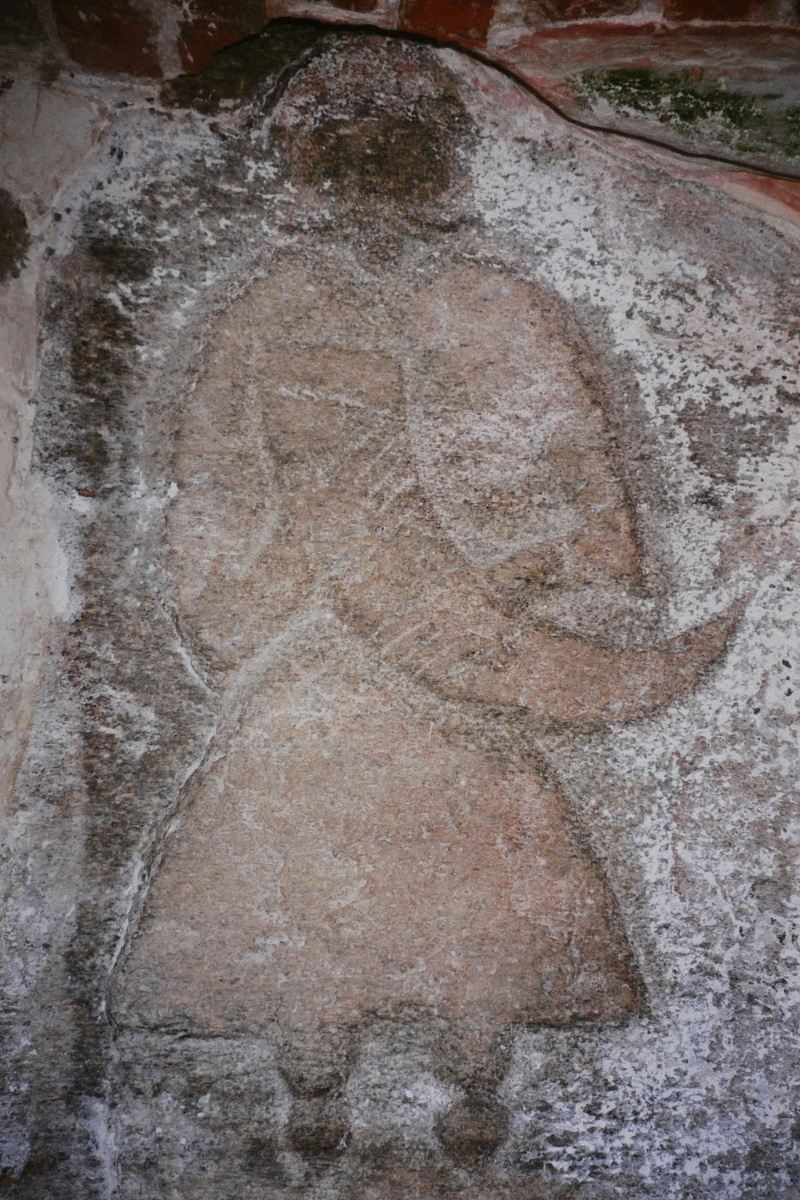
Świętowit w kościele w Altenkirchen

Ranowie, inaczej Rugianie (z niem.) albo Rujanie (w dial. rugijskim Rȯjane, Rāne), zachodniosłowiańskie plemię połabskie zamieszkujące we wczesnym średniowieczu od około VII wieku wyspę Rugię (połabskie Rana) i pobliskie ziemie na stałym lądzie między rzekami Recknitz i Ryck (obecnie Meklemburgia-Pomorze Przednie w Niemczech). Plemię miało dwie stolice: władyki świeckiego w Charenzie oraz żercy kultu pogańskiego boga Świętowita (połabski Svątevit czytaj swantewit) w Arkonie – jednym z najważniejszych sanktuariów Słowiańszczyzny zachodniej.

## Nazwa
Według Jürgena Udolpha nazwa "Ranowie" jest błędem typograficznym średniowiecznego kopisty, w którym w jedynym oryginalnym źródle nazewnictwa Gesta Hammaburgensis ecclesiae pontificum Adama z Bremy, które zachowało się jedynie w kopiach, nazwy "Rugianie" lub "Rujanie” zostały skrócene do "Rani".

## Ustrój, kultura i religia
Książęta Ranów rządzili z grodu Charenza, które dawniej błędnie utożsamiano z grodziskiem w pobliżu Garz, ale zgodnie z wynikami nowszych badań główne stolice Ranów mieściły się w grodzie Charenza położonym w pobliżu Venz i na górze Rugard (Ruygard) niedaleko dzisiejszego Bergen. Oprócz księcia istniała na Rugii wpływowa kasta słowiańskich kapłanów posiadająca duże majątki i ponadregionalne wpływy. Kapłani mieli dostęp do darów składanych przez pielgrzymów przybyłych do Arkony i zarządzali 300 osobową drużyną wojowników broniącą świątyni w Arkonie. Nie jest wykluczone, że kapłani mieli w wielu sprawach decydujący głos na wyspie i ustrój Ranów miał charakter teokracji.
Religia politeistyczna Ranów obejmowała wielu wielogłowych bogów, których czczono w różnych świątyniach jako ponadnaturalnej wielkości drewniane posągi. Centrum religijne tworzył kompleks świątynny Arkona, w którym czczono czterogłowego głównego boga Świętowita, którego umieszczono w niewielkiej świątyni oraz przyozdobiono tuniką, mieczem i pucharem.
Po zniszczeniu Radogoszczy (Rethry) w latach 1068/69 to Arkona stała się centrum religijnym pogańskich Słowian znad Morza Bałtyckiego. Innymi ważnymi bogami byli Rugiewit (bóg wojny z 7 głowami), Porenut i Porewit, których trzy świątynie znajdowały się w Charenzie. Inni bogowie to Tjarnanglofi i Pizamar ze świątyni w Sagard.

## Historia
W roku 954 wybuchło wielkie słowiańskie powstanie antygermańskie koalicji Obodrytów i Wieletów, w którym Ranowie wsparli siły germańskie. Zostali wtedy wspomnieni po raz pierwszy przez Widukinda z Korbei jako Ruani, gdy brali udział w bitwie pod Reknicą po stronie Ottona I i saskiego margrabiego Gero. W 1066 roku wspomniano Kruto jako władcę Ranów, ok. 1100 roku ich władcą był Grines, a ok. 1138 roku Ratysław z dynastii Wisławidów.  
W 1093 roku Ranowie musieli złożyć daninę księciu Obodrytów Henrykowi Gotszalkowicowi, który przyjął chrześcijaństwo i podporządkował sobie większość plemion słowiańskich na Połabiu. Jednak chcą zrzucić zależność, w 1100 r. przeprowadzili wyprawę morską, podczas której oblegli obodrycki gród Liubice, poprzedniczkę współczesnej Lubeki, jednak atak ten został odparty. W 1123 r. Ranowie uderzyli ponownie i zabili Waldemara, syna księcia Henryka. Kiedy w latach 1123/24 armia Obodrytów dowodzona przez Henryka dotarła na terytorium Ranów, ich kapłani zostali zmuszeni do wystąpienia o pokój w zamian za okup. Po śmierci Henryka w 1127 roku, Ranowie zaatakowali i zniszczyli Liubice w 1128 roku co doprowadziło do ucieczki obodryckiego księcia Świętopełka. W roku 1130 wyspa została opanowana przez Bolesława Krzywoustego, który wykorzystał flotą użyczoną od księcia duńskiego Magnusa. Do walk nie doszło, ponieważ Ranowie bez walki uznali zwierzchnictwo księcia Bolesława. W 1135 polską władzę na Rugii uznał w Merseburgu cesarz rzymski Lotar III. 
Z powodu nękających napadów Ranów na zagrożone przez to wyludnieniem wyspy duńskie, na początku XII wieku Duńczycy podjęli kilka prób przełamania dominacji Ranów na południowym Bałtyku. W 1136 Duńczycy pod wodzą Eryka II Pamiętliwego poprzez odcięcie dostępu do wody zdobyli Arkonę i zmusili Ranów do złożenia obietnicy przyjęcia chrześcijaństwa i ochrzczenia – jednak Ranowie powrócili do pogańskich wierzeń, gdy wojska duńskie opuściły Rugię.  
W 1147 roku flota Ranów zaatakowała flotę duńską podczas krucjaty połabskiej.  
W 1157 roku potężną flotę Ranów liczącą 1500 okrętów zniszczył sztorm, co postanowili wykorzystać Duńczycy. W 1160 roku wyruszyła pierwsza duńska zbrojna krucjata na Rugię, którą dowodził biskup Absalon i król Waldemar I. Z powodu niewielkich postępów, Duńczycy ponawiali najazdy przez 8 lat, aż w 1168 udało im się zająć Arkonę. Wg kronikarza Saxo Gramatyka 12 czerwca oddziały duńskiego króla Waldemara I i wspierających ich Pomorzan podczas oblężenia zdołały podpalić bramę grodu Arkona, co doprowadziło do kapitulacji broniących się Ranów. Następnie król Waldemar I i biskup Absalon rozkazali spalić najważniejszą pogańską świątynię Słowian – sanktuarium Świętowita, zagarniając jako łup wojenny jego skarbiec składający się z ofiar wiernych, narzucili trybut i wzięli zakładników spośród dzieci możnych. Po wstrząsie jaki wywołał upadek Arkony, kilka dni później bez walki poddała się biskupowi Absalonowi pod grodem Charenza licząca 6 tys. wojowników armia Ranów oraz gród Gardziec (Garz) i gród Ruygard (Rugard) koło Bergen (Góry). W Charenzie Duńczycy zniszczyli trzy świątynie słowiańskie. Ranowie zostali przymusowo ochrzczeni, a ich terytorium na wyspie włączono do diecezji Roskilde bullą papieża Aleksandra III w roku 1169. Ówcześni książęta Ranów bracia Jaromar I i Tesław, złożyli hołd królowi Waldemarowi i stali się pierwszymi wasalnymi wobec Danii książętami rugijskimi. Od tego czasu Ranowie walczyli po stronie Duńczyków przeciwko Pomoranom, w rezultacie czego do 1186 roku całe Pomorze Zachodnie stało się duńskie. W celu zaprowadzenia chrześcijaństwa na Rugii i części ziem Ranów na stałym lądzie założono klasztory Bergen, Hilda i Neuenkamp. Prowadzono też osadnictwo Sasów. Po śmierci Jaromira I w 1218 roku władzę objął jego syn Barnuta, jednak zrezygnował w 1221 roku z władzy i przekazał ją swemu młodszemu bratu Wisławowi I (1193-1256). Po nim rządził Jaromir II (1218-1260). Jego następcą został Wisław II (1240-1302), Po jego śmierci rządzili synowie Wisław III (1265-1325) i Sambor (1267-1304). Po śmierci Sambora rządził Wisław III, po którego śmierci w 1325 roku wymarł ród Wisławidów.

W roku 1170 Waldemar i Absalon rozbili kolejny pogański gród – leżący nieco dalej na wschód Dievenow (Dziwnów?) na Wolinie. 
Ostatnia kobieta władająca językiem Ranów, Hulicina, mieszkająca na Rugii zmarła w 1404 roku.